# ملعب ترانس-سيل

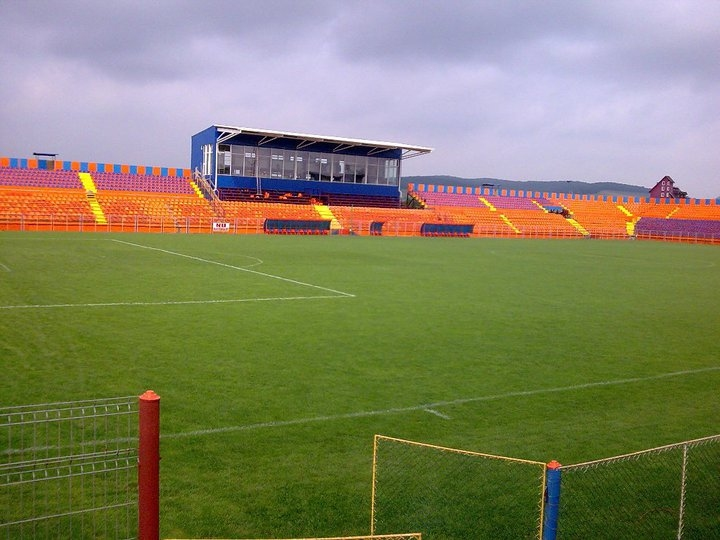

ملعب ترانس-سيل هو ملعب متعدد الأغراض في تارغو موريش، رومانيا. يستحدم حالياً في الغالب لمباريات كرة القدم ويعتبر الملعب البيتي لنادي تارغو موريش. تبلغ طاقته الاستيعابية 8,200 متفرج..